# Keylong
Keylong, Kyelong ou Kyelang (em hindi: केलांग) é uma aldeia e centro administrativo do distrito de Lahaul e Spiti, no norte do estado do Himachal Pradexe, no noroeste da Índia. Situada à beira do rio Bhaga, 7 km a nordeste do local onde este conflui com os rios Chandra e Chenab, a aldeia tem pouco mais de mil habitantes.
A estrada Manali–Leh passa por Keylong, que se encontra 126 km a norte de Manali, 360 km a sudeste de Leh e a 120 km da fronteira com o Tibete. Situada a 3 080 metros de altitude, a aldeia fica isolada do resto do mundo entre o final de outubro e meio de maio devido à queda de neve nos passos de montanha, nomeadamente no passo de Rohtang, 64 km a sudeste de Keylong.
As principais atrações turísticas da área são os mosteiros budistas, dos quais se destaca o de mosteiro de Kardang, o maior e mais importante mosteiro de Lahaul, pertencente à seita Drukpa Kagyu do budismo tibetano, que se encontra na encosta da margem do Bhaga oposta a Keylong. Outros mosteiros são os de Shasur e Tayul, ambos a poucos quilómetros de Keylong. Há também um pequeno templo dedicado à divindade hindu local Kelang Wazir.